# 한국여자프로농구 2005 겨울리그
한국여자프로농구 2005 겨울리그(스폰서의 이름을 딴 KB 스타배 겨울리그라고도 알려진)는 한국여자프로농구의 열세 번째 시즌이다. 2004년 12월 28일부터 2005년 3월 16일까지 6개 연고지에서 진행되었다.

## 변경된 점
- 국제 농구 연맹이 기존 공보다 1.5㎝ 작아진 둘레 73㎝의 공을 사용하기로 결정함에 따라 75.2cm 둘레의 공을 사용하던 여자프로농구도 FIBA 공인구로 볼을 바꿨다.[1]
- 신한은행이 경영난에 처한 현대 하이페리온 농구단을 인수한 뒤 신한은행 에스버드 농구단으로 재창단했으며, 연고지도 충북 청주에서 경기 안산으로 옮겼다.[2]
- 외국인선수의 급여가 지난 시즌 월 1만달러에서 1만5000달러로 높아졌다.[3]
- 샐러리캡(팀연봉상한액)을 6억원에서 7억원으로 인상했다. 또 등록선수 최저연봉을 1천8백만원에서 2천만원으로 올렸다.[4]

## 정규리그
정규리그는 2005년 7월 7일 개막하였으며, 2005년 3월 2일까지 진행되었다. 춘천 우리은행 한새가 정규리그 우승을 차지했다.
| 순위 | 팀                     | 경기 | 승 | 패 | 승차 | 참가 자격 및 강등 |
| ---- | ---------------------- | ---- | -- | -- | ---- | ----------------- |
| 1    | 춘천 우리은행 한새     | 20   | 13 | 7  | —    | 플레이오프 진출   |
| 2    | 인천 금호생명 팰컨스   | 20   | 11 | 9  | 2    | 플레이오프 진출   |
| 3    | 용인 삼성생명 비추미   | 20   | 10 | 10 | 3    | 플레이오프 진출   |
| 4    | 천안 KB 세이버스       | 20   | 10 | 10 | 3    | 플레이오프 진출   |
| 5    | 부천 신세계 쿨캣       | 20   | 8  | 12 | 5    |                   |
| 6    | 안산 신한은행 에스버드 | 20   | 8  | 12 | 5    |                   |